# Trojan, Bulgarien
Trojan (bulgariska: Троян) är en ort i Bulgarien.   Den ligger i kommunen Obsjtina Trojan och regionen Lovetj, i den centrala delen av landet, 120 km öster om huvudstaden Sofia. Trojan ligger 389 meter över havet och antalet invånare är 21 162.
Terrängen runt Trojan är huvudsakligen kuperad. Trojan ligger nere i en dal. Trojan är det största samhället i trakten. 
I omgivningarna runt Trojan växer i huvudsak lövfällande lövskog. Runt Trojan är det ganska glesbefolkat, med 39 invånare per kvadratkilometer.